# Кислокан
Кислока́н — посёлок в Эвенкийском районе Красноярского края. Образует сельское поселение посёлок Кислокан как единственный населённый пункт в его составе.
До 2002 года согласно Закону об административно-территориальном устройстве Эвенкийского автономного округа — село.

## География
Расположен восточной части Эвенкийского района, на правом берегу реки Нижняя Тунгуска, в таёжной лесной зоне Сибири.

## История
Посёлок был основан 15 июня 1936 года как Амовское ППО (простейшее производственное объединение) имени Стаханова. 21 марта 1951 года был образован путём объединения трёх колхозов, колхоз имени Стаханова с центром в фактории Кислокан Амовского кочевого совета. 3 января 1953 года был провозглашён Кислоканский сельский совет.

## Население
| 2010 | 2012 | 2013 | 2014 | 2015 | 2016 | 2017 |
| ---- | ---- | ---- | ---- | ---- | ---- | ---- |
| 139  | ↗142 | ↘117 | ↘115 | ↘104 | ↗114 | ↘108 |
| 2018 | 2019 | 2020 | 2021 |      |      |      |
| ↗113 | →113 | ↘101 | ↗129 |      |      |      |

## Население и хозяйство
На 1 января 2010 года в посёлке Кислокан проживало 141 человек, из которых эвенки составляли около 100 человек. Основные занятия населения: охота и рыбалка, а также земледелие (картофель, овощи, зерновые культуры). В Кислокане имеются филиал МКОУ Туринская средняя школа-интернат имени Алитета Николаевича Немтушкина Кислоканская основная школа-детский сад, фельдшерско-акушерский пункт, магазин, почта, аэропорт и дизельная электростанция. Из сооружений культурного просвещения, есть библиотека и дом культуры. В посёлке функционирует метеостанция.
Кислокан раскинулся на 73 га и имеет 7 улиц.

## Местное самоуправление
Кислоканский поселковый Совет депутатов
Дата избрания: 13.09.2020. Срок полномочий: 5 лет. Председатель Совета Колесниченко Иван Петрович.
| Фракция             | Кол-во депутатов |
| ------------------- | ---------------- |
| Единая Россия       | 5                |
| ЛДПР                | 1                |
| Справедливая Россия | 1                |

Глава поселка
- Колесниченко Иван Петрович. Дата избрания: 04.12.2007. Дата переизбрания: 13.09.2020. Срок полномочий: 5 лет.

Руководители поселка
- Козлов Анатолий Георгиевич (1937—2017), глава в 1990—2007 гг.

## География и климат
Климат в посёлке умеренный, континентальный. Окружающая местность преимущественно гористая. Окружающие леса представлены хвойными деревьями: ель, лиственница, сосна, сибирский кедр. Также встречаются берёза, ольха, черёмуха и рябина. Берега рек поросли густой травянистой растительностью.
В местных лесах встречаются красная и чёрная смородина, клюква, брусника, голубика и морошка. В реках водятся налим, щуки, ленок, хариус, ёрш, сорога, а в озёрах встречается карась.